# Höfner 500/1
Der Höfner 500/1 ist ein E-Bass-Modell mit vier Saiten und flachem Hohlkorpus, das der deutsche Musikinstrumentehersteller Höfner erstmals im Jahr 1956 vorstellte.
Der 500/1 war das erste E-Bass-Modell, das von Höfner hergestellt wurde. Der Bass fällt optisch besonders durch seinen kleinen hohlen Korpus auf, der im Umriss einer Violine nachempfunden ist. Daher trägt der Bass den offiziellen Beinamen Violin-Bass. Herausragende Bekanntheit erreichte der 500/1 durch den britischen Musiker und Komponisten Paul McCartney, als dessen Markenzeichen er gilt. Während dessen Zeit mit der international berühmten Pop- und Rockband The Beatles war der Höfner 500/1 E-Bass von 1961 bis 1970 McCartneys am häufigsten genutztes Musikinstrument. Das Modell wird von der Firma Höfner bis in die Gegenwart in verschiedenen Versionen hergestellt, und McCartney spielt eines seiner Exemplare aus Beatles-Zeiten bis heute. Aufgrund der großen Popularität der Beatles und wegen seines typischen Erscheinungsbildes wird der Höfner 500/1 im internationalen Sprachgebrauch sehr häufig auch als Beatle-Bass beziehungsweise Beatles-Bass bezeichnet.

## Konstruktionsform und Gestaltung

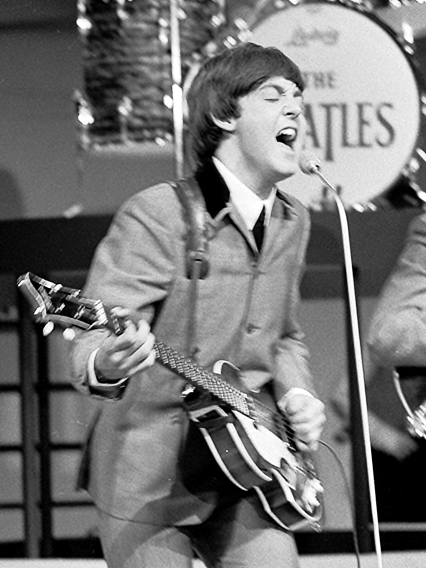
Paul McCartney mit seinem Höfner 500/1 E-Bass bei einem Beatles-Konzert 1964

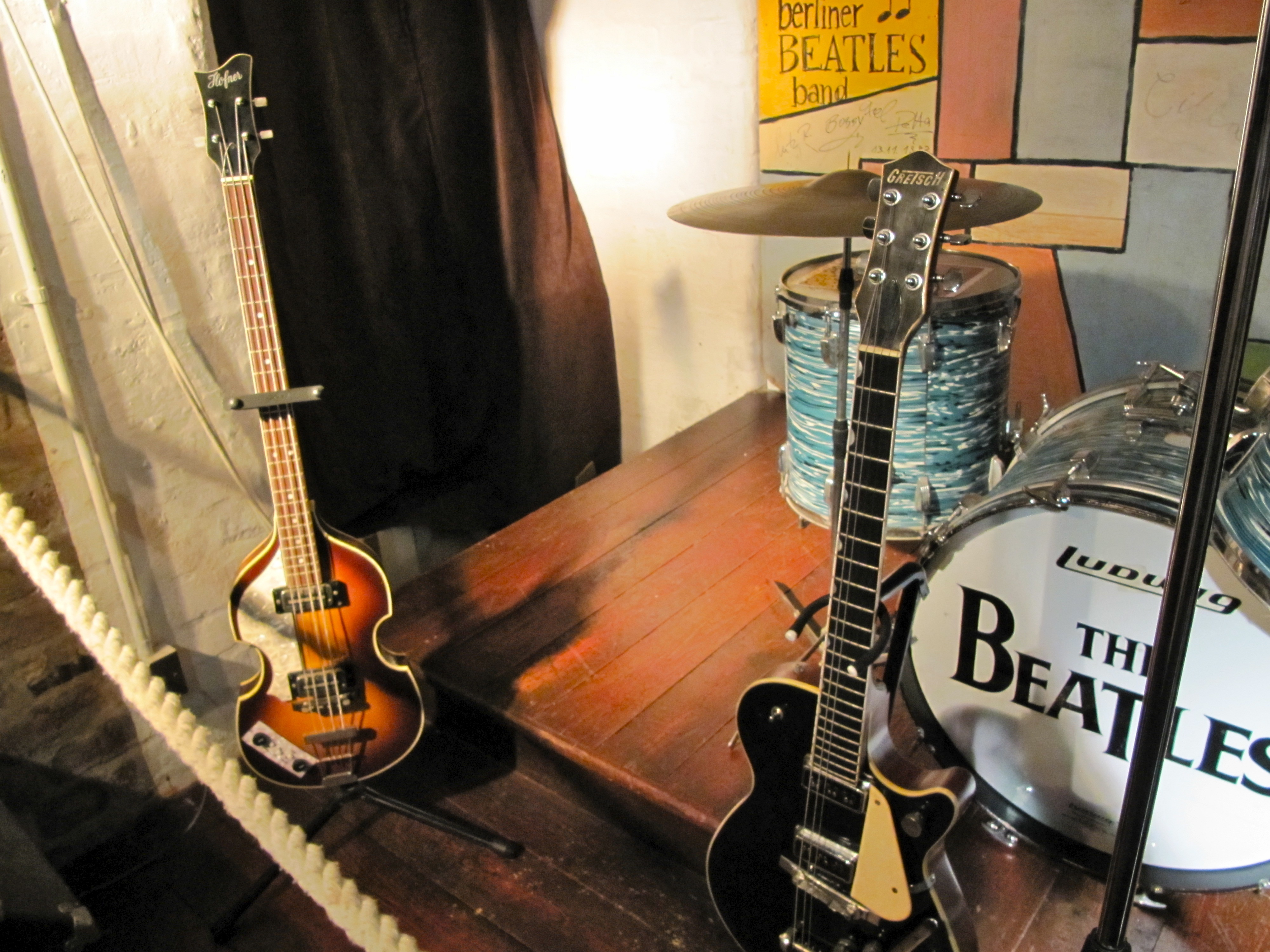
Ein Höfner 500/1 E-Bass (links im Bild) in einem Beatles-Museum

Der Höfner 500/1 E-Bass wird in wesentlichen Teilen nach aus dem Geigenbau entlehnten Konstruktionsprinzipien hergestellt. Die den violinenförmigen Hohlkorpus bildenden Bauteile Zargen, Decke und Boden werden zunächst einzeln aus mehreren Holz-Werkstücken angefertigt und anschließend miteinander und mit dem Hals verleimt. Die leicht gewölbte Decke des Instruments besteht aus Fichtenholz, Zargen, Boden und Hals aus Ahornholz. Zum Schutz vor Beschädigungen durch Stöße und als Dekoration ist der Korpus an allen Kanten mit einer hellen Einfassung (englisch: Binding) aus schmalen Kunststoffstreifen versehen. Bei den meisten Modellen sind der Korpus und die Halsrückseite in einem ein- bis dreifarbigen Farbverlauf (Sunburst) in Brauntönen lackiert. Darüber hinaus sind neuere Versionen des 500/1 auch in den Farben schwarz und „natur“ (klarlackiert) erhältlich. Die „natur“ genannte Lackierung ist einer „Luxusversion“ des Modells mit der Bezeichnung 5000/1 vorbehalten. Höfner bietet in seiner aktuellen Produktpalette außerdem halbhohle Versionen des 500/1 an, deren Korpus einen aus massivem Ahornholz bestehenden Resonanzblock (englisch: Sustain block) enthält.
Obwohl der Korpus des 500/1 wie der eines akustischen Musikinstruments aufgebaut und damit ein Resonanzkörper ist, ist das Instrument aufgrund fehlender Schalllöcher nur für das elektrisch verstärkte Spiel geeignet. Die Decke trägt neben dem trapezförmigen Saitenhalter und dem mehrteiligen, aus Ebenholz und Metall bestehenden Steg die Elektrik des Instruments. Diese besteht aus zwei elektromagnetischen Höfner-Tonabnehmern, seit den 1960er Jahren in Doppelspulen-Bauweise (Humbucker) des Typs 511b/Staple Top mit Metallkappen, sowie aus einer schräg angebrachten, rechteckigen Kunststoffplatte aus Perloid mit dem Bedienfeld. Am Bedienfeld sind zwei Drehregler (Potentiometer) mit Drehknöpfen für die Lautstärke der beiden Tonabnehmer befestigt sowie drei zweiphasige Schieberegler. Mit zweien der Schieberegler können die Tonabnehmer einzeln an- und ausgeschaltet werden, der dritte bietet Auswahl zwischen zwei Lautstärkestufen, benannt „Rhythm“ (70 % Lautstärke) und „Solo“ (100 %). Der 500/1 hat außerdem ein „schwebend“ auf dem Korpus angebrachtes Schlagbrett (Pickguard) ebenfalls aus Perloid.
Der Höfner 500/1 ist ein Modell mit kurzer Mensur (Shortscale, 30 Zoll). Das aus Palisander bestehende Griffbrett des Basses hat 22 Bünde und trägt einen zusätzlichen Nullbund sowie Punkteinlagen zur Markierung der Tonlagen. Die Halskonstruktion ist dreiteilig; die leicht nach hinten angewinkelte Kopfplatte trägt links und rechts je ein Paar der Stimmmechaniken auf einer metallenen Trägerplatte.
In den 1960er Jahren produzierte Höfner neben diesem E-Bass-Modell auch ein E-Gitarren-Modell, das auf demselben Konstruktionsprinzip wie der 500/1 aufbaute und das diesem sehr ähnlich sieht – die „Violingitarre“ Höfner 459. Dieses Modell hatte zwei Singlecoil-Tonabnehmer und einen Korpus, dessen Zargen und Boden aus dem Holz Anigré gefertigt waren. Aufgrund sehr niedriger Produktionszahlen sind ältere Instrumente dieses Typs zu Raritäten geworden.

## Der Höfner 500/1 und Paul McCartney

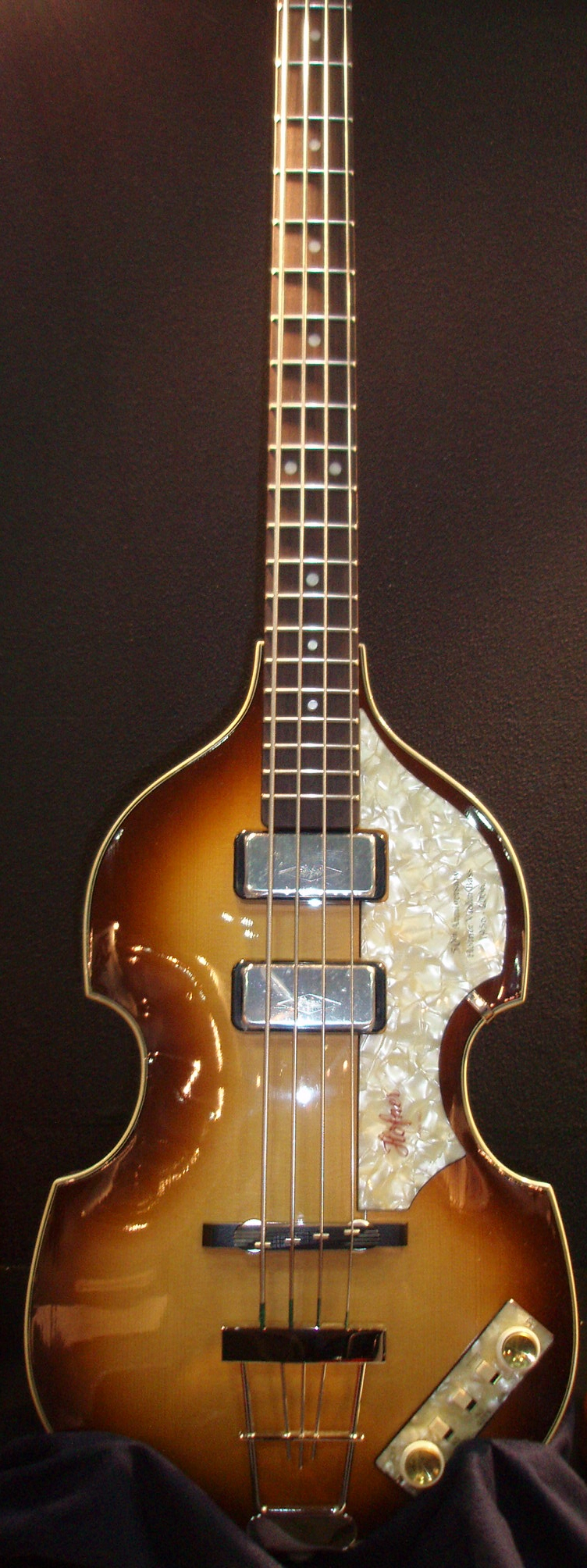
Höfner-Nachbau des 1961er Modells des 500/1 aus dem Jahr 2011; hier ein Rechtshänder-Modell

Paul McCartney wechselte Anfang des Jahres 1961 bei den Beatles von der E-Gitarre zum E-Bass, nachdem Bassist Stuart Sutcliffe die Band verlassen hatte. Bereits Sutcliffe hatte auf einem Höfner-E-Bass gespielt, dem Archtop-Modell Hofner 333, und ihn McCartney gelegentlich zum Spielen überlassen. Während eines Gastspiels der Beatles in Hamburg im selben Jahr stieß McCartney dort in einem Musikinstrumenten-Geschäft im Steinway-Haus in den  Colonnaden 29 auf ein Exemplar des E-Basses Höfner 500/1. Da er sich zu dieser Zeit keinen Bass der Marke Fender leisten konnte und da ihm als Linkshänder die achsensymmetrische Form des „Violin-Basses“ gefiel, legte er sich für den Preis von 287 Mark dieses Höfner-Modell zu. Da Linkshänder-E-Bässe zu Beginn der 1960er Jahre eine Seltenheit waren, wird vermutet, dass das Instrument, das McCartney kaufte, speziell auf seine Bestellung von Höfner angefertigt wurde.
Im Herbst 1963 kaufte sich McCartney ein zweites, zusätzliches Exemplar des 500/1, dessen zwei Tonabnehmer einen größeren Abstand zueinander hatten. Sein erstes Exemplar des Basses wurde zum Ersatzinstrument. Mit zunehmender Popularität der Beatles bekam der Höfner 500/1 aufgrund seiner charakteristischen Form den zunächst inoffiziellen Beinamen Beatle-Bass. Höfner benutzte die Berühmtheit der Beatles und ihres Bassisten, um mit Paul McCartney für den 500/1 in Anzeigen und Prospekten zu werben. Die E-Bässe wurden mit einem Anhänger aus Karton ausgestattet, darauf aufgedruckt ein Porträtfoto und Autogramm McCartneys, versehen mit dem Satz „Wishing you every success with this guitar“. Brian Epstein, Manager der Beatles, soll in diesen Jahren als Gegenleistung von Höfner für jeden verkauften Violin-Bass fünf britische Pfund erhalten haben, und McCartney wurde ein neues Modell des 500/1 versprochen.
Im Jahr 1964 sollte Paul McCartney von Höfner durch Selmer, dem britischen Vertrieb für Höfner-Musikinstrumente, ein drittes, eigens für ihn angefertigtes Exemplar des Modells mit vergoldeten Metallteilen (Hardware) überreicht werden. Erst in den 1990er Jahren wurde in der englischen Presse aufgedeckt, dass das Instrument zwar ursprünglich von Höfner für McCartney angefertigt worden war, er dieses jedoch nie erhalten hatte. McCartney bestätigte diese Enthüllung öffentlich als zutreffend. Seit 1965 soll der McCartney zugedachte Bass mehrfach den Besitzer gewechselt haben. Im Jahr 1994 wurde dieses besondere Instrument vom Auktionshaus Sotheby’s versteigert; aufgrund der nicht sicher zu klärenden Herkunft des Basses wurde der Kauf jedoch anschließend widerrufen. In einer Verbrauchersendung des britischen Senders BBC aus dem Jahr 1997 wurde das bei der Auktion angebotene Instrument ausdrücklich als Fälschung bezeichnet.

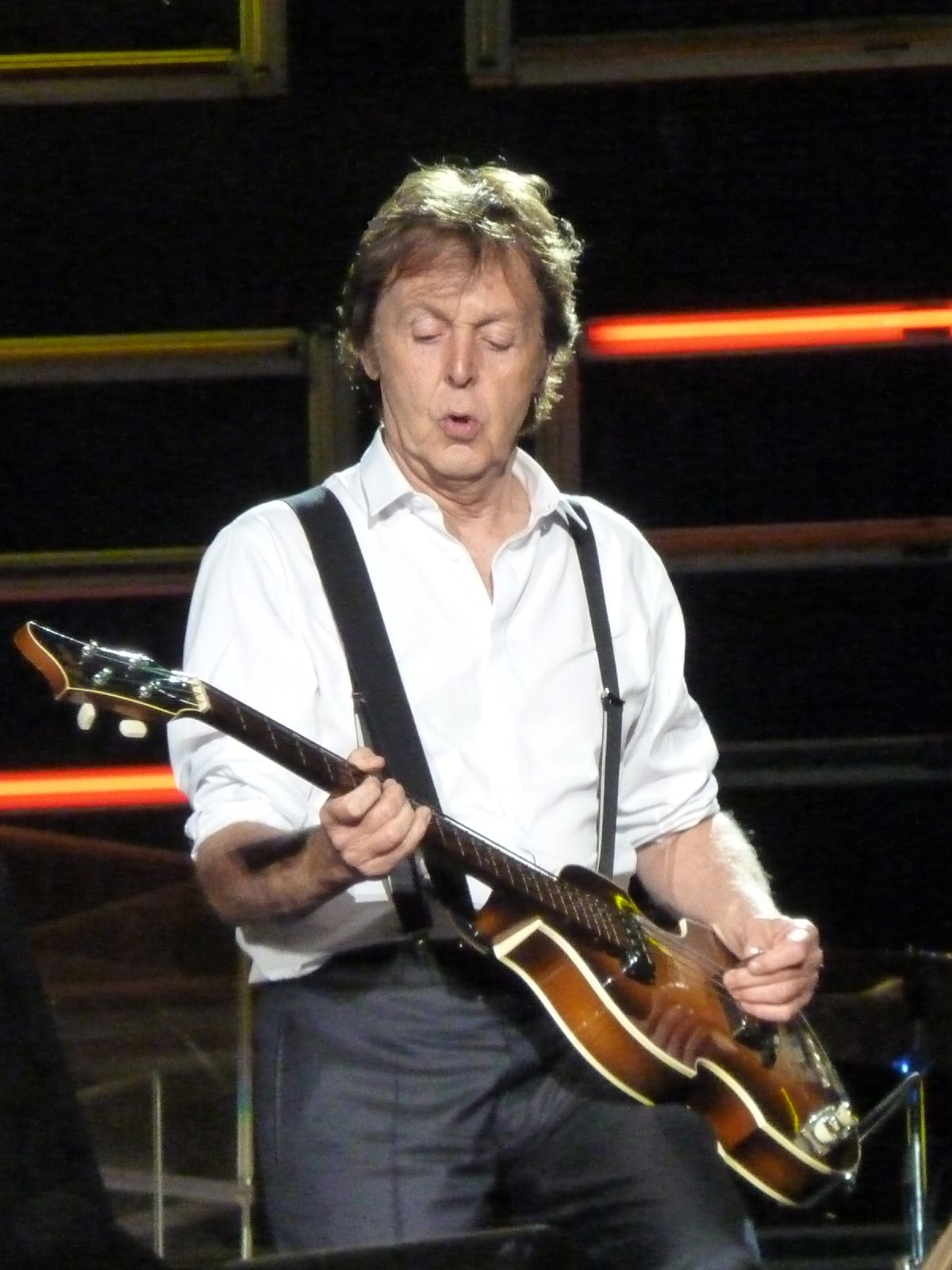
Paul McCartney mit seinem 1963er Höfner 500/1 im Jahr 2010

Paul McCartneys erster 500/1, Baujahr 1961, wurde gestohlen. Lange wurde angenommen, dass dies 1969 in den Londoner Abbey Road Studios geschah. Das letzte Zeitdokument, das McCartney mit dem 1961er Bass zeigt, ist ein 1969 für das Beatles-Stück The Ballad of John and Yoko aufgenommener Werbefilm. Im September 2023 startete der aus Liverpool stammende ehemalige Höfner-Marketingmanager und Gitarren-Entwickler Nick Wass das „Lost Bass Project“, um den gestohlenen Höfner-Bass McCartneys wieder zu finden.
Durch das „Lost Bass Project“ konnte ermittelt werden, dass der Bass am 10. Oktober 1972 in Notting Hill aus einem Lieferwagen gestohlen wurde. Weitere Ermittlungen führten zu einem Hinweis, dass der Höfner-Bass McCartneys sich auf dem Dachboden eines Reihenhauses in Süd-England befand. Am 15. Februar 2024 konnte der Bass dem rechtmäßigen Eigentümer nach über 50 Jahren zurückgegeben werden.
Paul McCartney spielte den von ihm selbst gekauften Höfner-Bass von 1963 auch nach der Auflösung der Beatles im Jahr 1970 weiter und benutzt ihn bis zur Gegenwart bei Konzertauftritten und Studioaufnahmen. In einem Interview mit Tony Bacon, Autor zahlreicher Fachbücher zum Thema Gitarren, lobte McCartney das durch den Hohlkorpus bedingte niedrige Gewicht und die leichte Spielbarkeit des Beatle-Basses:

„[…] Man spielt ihn fast wie eine Gitarre. All die Sachen, die ich in den oberen Lagen spielte, waren nur auf dem Hofner möglich. […] Weil es so eine kleine und leichte Gitarre war, konnte man ihn überall spielen, man fühlte sich ein bisschen freier darauf.“

Auf der Frankfurter Musikmesse 2011 stellte Höfner ein Sondermodell des 500/1 mit der Bezeichnung Cavern-Bass vor. Das Modell ist ein originalgetreuer Nachbau des von Paul McCartney 1961 in Hamburg gekauften E-Basses. Seit dem Jahr 2012 wird neben den in Deutschland hergestellten Modellvarianten des 500/1 von Höfner unter der Bezeichnung Ignition B-Bass auch ein in Indonesien gefertigtes Modell zu einem niedrigeren Preis angeboten.